# Thalasseus
Thalasseus és un gènere d'ocells de la família dels làrids (Laridae).

## Llista d'espècies
El Congrés Ornitològic Internacional (COI) en considera 8 espècies:
- Thalasseus sandvicensis - Xatrac becllarg.
- Thalasseus acuflavidus
- Thalasseus elegans - Xatrac elegant.
- Thalasseus bengalensis - Xatrac bengalí.
- Thalasseus albididorsalis - Xatrac reial africà.
- Thalasseus maximus - Xatrac reial bec-roig.
- Thalasseus bergii - Xatrac reial becgroc.
- Thalasseus bernsteini - Xatrac de la Xina.